# صموئيل ستريت
صموئيل ستريت هو قاضي وسياسي كندي، ولد في 1753، وتوفي في 3 فبراير 1815.